# Idiogramma comstockii
Idiogramma comstockii là một loài tò vò trong họ Ichneumonidae.